# Озёрский сельсовет (Никифоровский район)
Озёрский сельсовет — сельское поселение в Никифоровском районе Тамбовской области Российской Федерации.
Административный центр — село Озёрки.

## История
В XVIII веке, в шести верстах от Бельского городка, возникает поселение однодворцев — Новая Казачья Слобода. Она расположилась по обе стороны оврага под названием Озёрки. До 1929 года в селе существовал Вознесенский храм, построенный в 18 веке и разрушенный в 1950 году.
Статус и границы сельского поселения установлены Законом Тамбовской области от 17 сентября 2004 года № 232-З «Об установлении границ и определении места нахождения представительных органов муниципальных образований в Тамбовской области»

## Население
| 2010  | 2012  | 2013  | 2014  | 2015  | 2016  | 2017  |
| ----- | ----- | ----- | ----- | ----- | ----- | ----- |
| 1353  | ↗1945 | ↘1885 | ↘1846 | ↘1844 | ↘1787 | ↘1731 |
| 2018  | 2019  | 2020  | 2021  |       |       |       |
| ↗1737 | ↘1701 | ↘1649 | ↘1573 |       |       |       |

## Состав сельского поселения
| № | Населённый пункт   | Тип населённого пункта       | Население |
| - | ------------------ | ---------------------------- | --------- |
| 1 | Александровка      | село                         | ↘160      |
| 2 | Восточная Старинка | село                         | ↗327      |
| 3 | Западная Старинка  | село                         | ↘98       |
| 4 | Ивановка           | село                         | ↘12       |
| 5 | Марьино            | деревня                      | ↘10       |
| 6 | Машково-Сурёна     | село                         | ↘474      |
| 7 | Озёрки             | село, административный центр | ↘918      |